# Betong
Betong (em tailandês: เบตง) é uma cidade no sul da Tailândia, localizada na província de Yala. Está próxima à fronteira com a Malásia. É a capital do distrito de Betong, o distrito mais meridional da província de Yala. De acordo com dados de 2005, a cidade possui uma população de 24 688 habitantes.
Betong é a cidade mais ao sul da Tailândia.

## História
Originalmente fundada em 30 de setembro de 1939, a cidade foi elevada ao distrito de Betong. O nome atual, Betong, é uma palavra de origem malaia que significa "grande bambu".